# تفجير باراتشينار 2013
تفجير باراشينار 2013 هو تفجير وقع في 26 يوليو 2013. قال المسؤول الباكستاني أن 57 شخصًا على الأقل قتلوا وأصيب أكثر من 100 آخرين بعد انفجار قنبلتين في سوق في باراشينار عاصمة وادي كورام وأكبر مدن المناطق القبلية الخاضعة للإدارة الفيدرالية في شمال باكستان يوم الجمعة. وقع الانفجار بالقرب من الحدود الأفغانية والمساجد الشيعية. في 27 يوليو 2013 ارتفع عدد القتلى إلى 57.